# Liste der Straßen und Plätze in Kiel/N

## Na

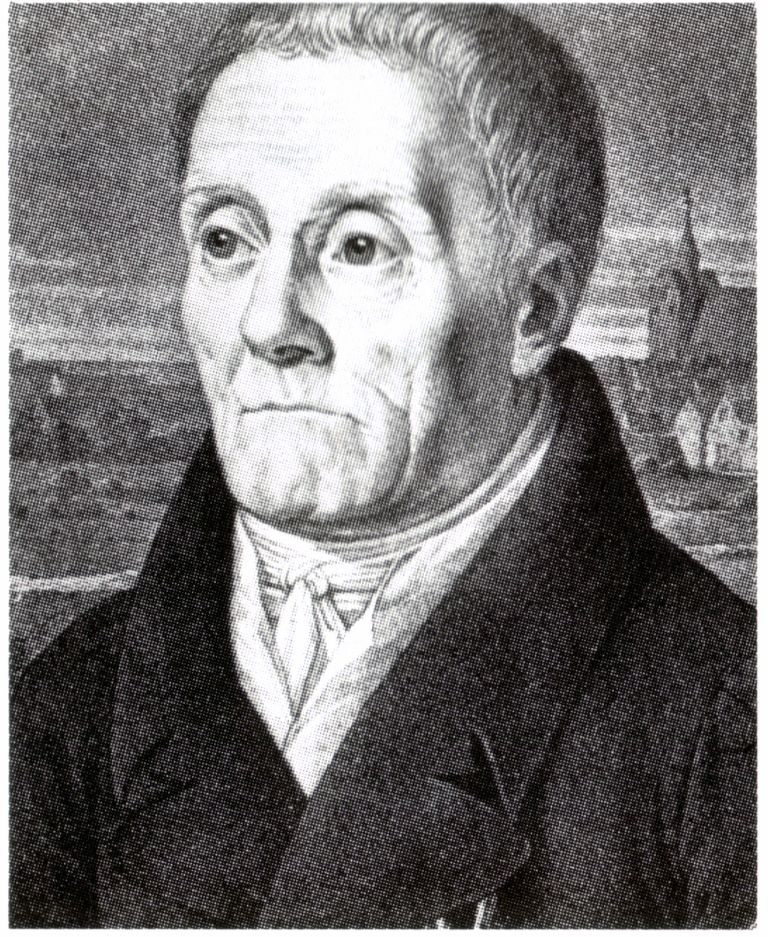
Joachim Nettelbeck

Nach Schwarzland, Gaarden-Süd
1936 nach den Schwarzlandwiesen in Gaarden benannt.

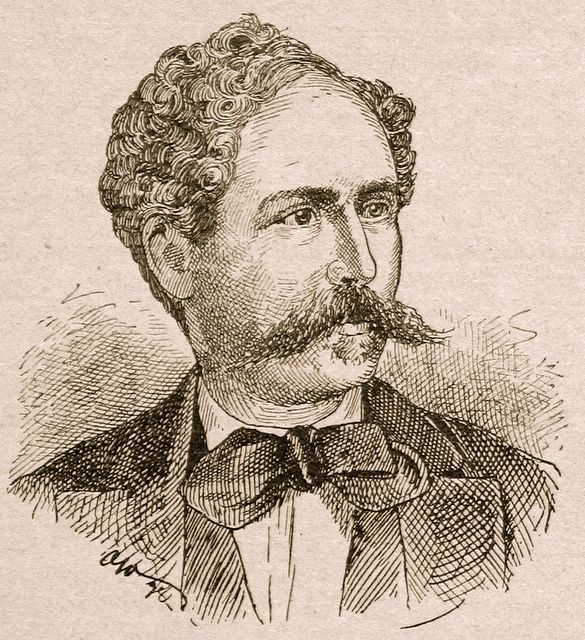
Gustav Nachtigal

Nachtigalstraße, Neumühlen-Dietrichsdorf
1939 nach Gustav Nachtigal benannt.
Nansenpfad, Mettenhof
1981 nach Fridtjof Nansen benannt.
Nanthingasse, Neumühlen-Dietrichsdorf
1894 erstmals im Adressbuch Gaarden-Ost aufgeführt, 1902 als Privatstraße festgestellt, benannt nach dem Kreuzer Nan Thin, der bei Howaldt 1884 für China gebaut wurde.
Narvikstraße, Mettenhof
1975 nach der Stadt Narvik benannt.
Neekoppel, Meimersdorf
1967 nach einer alten Flurbezeichnung benannt.
Nehringweg, Holtenau
1962 nach Johannes Nehring benannt.
Nelkenweg, Elmschenhagen
1908 erstmals als Teil der Gartenstraße im Kieler Adressbuch aufgeführt, 1939 Teil der Planettastraße, 1945 in Nelkenweg umbenannt.
Nettelbeckstraße, Blücherplatz
1907 nach Joachim Nettelbeck benannt.
* Neue Dänische Straße, Altstadt
1830 wurde mit der Anlegung der Neue Dänischen Straße begonnen, 1842 erstmals im Kieler Adressbuch aufgeführt, 1869 in die Dänische Straße einbezogen.
Neue Hamburger Straße, Gaarden-Süd, Meimersdorf
vor 1957 Teil des Barkauer Weges, 1957 wurde der Name in der Ratsversammlung festgelegt.
* Neue Heimat, Suchsdorf
1955 nach der Baugesellschaft Neue Heimat benannt, 1967 in Weißdornstraße umbenannt.
* Neue Lübecker Chaussee, Gaarden-Süd
1926 wurde der Name festgelegt, 1977 nicht mehr im Adressbuch aufgeführt.
* Neue Reihe, Vorstadt
1835 erstmals im Kieler Adressbuch aufgeführt, 1982 aufgehoben, heute Parkplatz hinter der Ostseehalle.
* Neue Schule, Wellsee
1936 erstmals im Kieler Adressbuch aufgeführt, 1938 in die Schulstraße einbezogen.
* Neue Straße, Hassee
1902 erstmals im Kieler Adressbuch aufgeführt, 1910 wurde die Neue Straße in Dithmarscher Straße umbenannt.
* Neue Straße, Vorstadt
1852 erstmals im Kieler Adressbuch aufgeführt, 1864 in Friedrichstraße umbenannt – hier hatte der Augustenburger Herzog Friedrich VIII. von 1863 bis 1880 eine Bürgerwohnung.
* Neue Straße, Vorstadt
der Abschnitt zwischen Ziegelteich und Schevenbrücke hieß bis 1950 Klinke, 1950 wurde der Name Neue Straße festgelegt, 1954 wurde die Neue Straße in Andreas-Gayk-Straße umbenannt.
Neuenrade, Hassee
1909 nach einer alten Flurbezeichnung benannt.
Neuer Teich, Suchsdorf
2002 nach einer alten Gemarkung benannt.
* Neuer Viedamm, Suchsdorf
vor 1978 nach einer Flurbezeichnung Viedamm genannt, 1978 wurde der Name Neuer Viedamm festgelegt, 1979 wurde die Straße Neuer Viedamm in Langer Holm umbenannt.
* Neuer Weg, Friedrichsort
1923 erstmals im Kieler Adressbuch aufgeführt, 1958 wurde die Straße in Feddersenweg umbenannt.
* Neuer Weg, Wik
1885 bereits auf der Karte vom Gemeindebezirk Wik von H.B. Jahn eingezeichnet, 1904 ein Teil der Straße Neuer Weg wird in Hollmannstraße umbenannt, 1910 ein Teil der Straße Neuer Weg wird in Adalbertstraße umbenannt.
Neufeldtstraße, Ravensberg
1979 nach Hans Neufeldt benannt.
* Neumarkt, Vorstadt
1869 erhielt das Gelände zwischen Kehdenbrücke, Fleethörn und Kleiner Kiel den Namen Neumarkt, 1933 in Adolf-Hitler-Platz umbenannt, 1945 in Rathausplatz umbenannt.
Neumühlener Straße, Wellingdorf
1921 wurde die Straße nach der Nachbargemeinde Neumühlen benannt.
* Neustädter Straße, Wellingdorf
1945 nach der Stadt Neustadt benannt.

## Ni

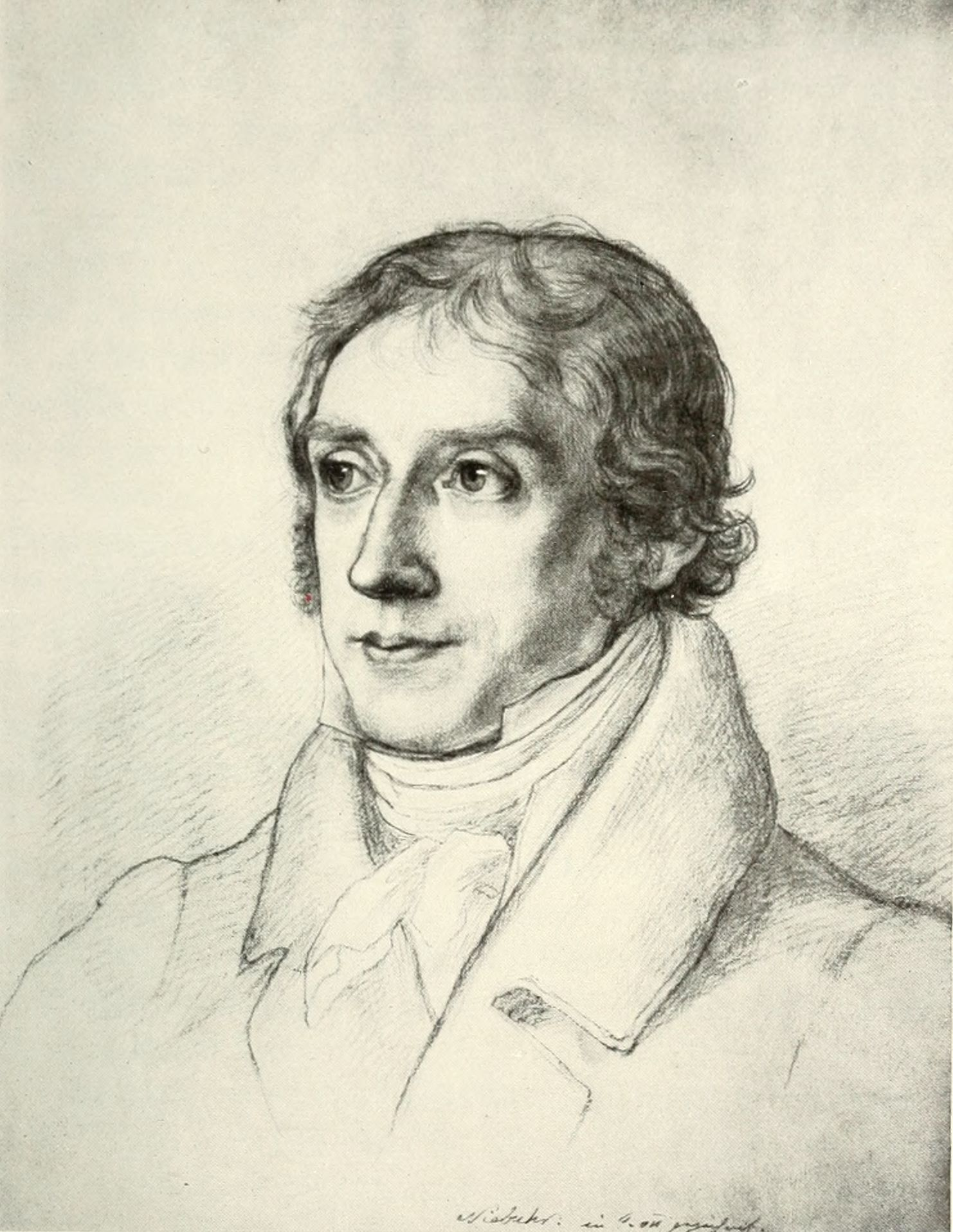
Barthold Georg Niebuhr

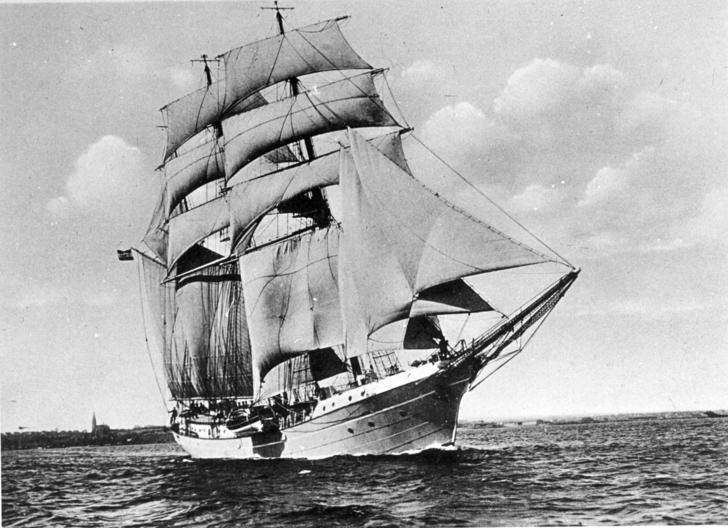
Segelschulschiff Niobe

Niebuhrstraße, Ravensberg, Marineviertel
1930 nach Barthold Georg Niebuhr benannt.
Niemannsweg, Brunswik, Düsternbrook, Wik
vor 1869 Hohenbergsredder, 1869 nach August Christian Niemann benannt.
Nienbrügger Weg, Suchsdorf
1949 erstmals im Kieler Adressbuch aufgeführt, 1960 einschließlich Holmredder, Weg zur Häusergruppe Nienbrügge.
Niendieken, Suchsdorf
1978 nach einer alten niederdeutschen Flurbezeichnung benannt.
Nietzschestraße, Schreventeich
1937 nach Friedrich Nietzsche benannt.
* Nikolaikirchhof, Altstadt
1242 erster Kirchhof der Stadt neben der Nikolaikirche, 1854 erstmals im Kieler Adressbuch aufgeführt, 1965 wurde die Straße Nikolaikirchhof in die Eggerstedtstraße einbezogen.
Niobeweg, Schilksee
1975 nach dem Segelschulschiff Niobe benannt.
* Nissenstraße, Ellerbek
1904 nach Marineoberingenieur Julius Nissen (20. Juni 1862 bis 27. Januar 1936) benannt, 1939 wurde die Straße in Poppenrade umbenannt.
Nissenstraße, Wellingdorf
1939 wurde der Name festgelegt.
Nixenweg, Holtenau
1922, im Jahr der Eingemeindung Holtenaus nach Kiel, wurde der Name festgelegt.
Norddeutsche Straße, Gaarden-Ost
1875 erstmals im Kieler Adressbuch aufgeführt, nach der ehemaligen Norddeutschen Schiffbaugesellschaft – später Germaniawerft – benannt.
Nordseestraße, Suchsdorf
1962 nach der Nordsee benannt.
* Nordstrander Weg, Suchsdorf
1962 nach der Insel Nordstrand benannt, 1963 wegen Änderung der Planung wurde die Straße nicht gebaut.
Norwegenkai, Gaarden-Ost
1995 wurde der Name festgelegt, Fährschiffanleger für die Kiel-Norwegen Schiffsroute.